# Achim Brauneisen
Achim Brauneisen (* 31. März 1958 in Kirchheim unter Teck) ist ein deutscher Jurist. Er war von August 2013 bis März 2024 Generalstaatsanwalt in Stuttgart.

## Leben
Brauneisen wuchs in Nürtingen auf und studierte Rechtswissenschaften an der Universität Tübingen. Von Februar 1987 an arbeitete er zunächst als Staatsanwalt bei der Staatsanwaltschaft Stuttgart und anschließend als Strafrichter und Zivilrichter beim Amtsgericht Nürtingen sowie beim Landgericht Stuttgart. Ab April 1990 war er als Staatsanwalt in der bei der Staatsanwaltschaft Stuttgart neu geschaffenen Abteilung für die Bekämpfung der Organisierten Kriminalität tätig, bevor er im April 1993 als Referent an die Fachabteilung für Straf- und Gnadenrecht des Justizministeriums Baden-Württemberg abgeordnet wurde. Von dort wechselte er im Jahr 1997 zur Generalstaatsanwaltschaft Stuttgart, wo er im November 1997 zum Oberstaatsanwalt ernannt wurde. Im November 1998 folgte ein erneuter Wechsel zum Justizministerium Baden-Württemberg, wo Brauneisen mehr als fünf Jahre lang das Personalreferat für den höheren Justizdienst des Landesteils Württemberg leitete und gleichzeitig die Funktion des stellvertretenden Leiters der Abteilung für Personal, Organisation, Haushalt und EDV innehatte.
Im Mai 2004 wurde er zum Leitenden Oberstaatsanwalt bei der Staatsanwaltschaft Tübingen ernannt, bevor er ab Februar 2006 als Ministerialdirigent zum Leiter der Abteilung für Straf- und Gnadenrecht beim Justizministerium Baden-Württemberg berufen wurde. Ab dem 1. August 2013 war Brauneisen als Generalstaatsanwalt für die Staatsanwaltschaften im Bezirk des Oberlandesgerichts Stuttgart verantwortlich. Ende März 2024 trat er in den Ruhestand.

## Sonstiges
Brauneisen ist Vorsitzender des Verbands Bewährungs- und Straffälligenhilfe Württemberg e.V. Er ist Mitglied im Vorstand des Projekts Chance e.V., Kuratoriumsmitglied der baden-württembergischen Landesstiftung Opferschutz sowie Mitglied im Beirat der Landesverkehrswacht Baden-Württemberg. Außerdem gehört er dem Kuratorium des Max-Planck-Instituts zur Erforschung von Kriminalität, Sicherheit und Recht in Freiburg an und war von 2006 bis 2021 in beratender Funktion ständiger Gast des Strafrechtsausschusses der Bundesrechtsanwaltskammer.